# Кобижча
Коби́жча — село в Україні, у Бобровицькій міській громаді Ніжинського району Чернігівської області.

## Географія
Село розташоване на березі річки Бурчак (Кобижчі). Село розташоване на відстані близько 100 км від Києва в бік Ніжина. В межах села знаходяться залізнична станція Кобижчі та два зупинних пункта Січових Стрільців й Космічна. Село є одним з найбільших в Україні, що простягнулося на 8 км уздовж старого річища річки Кобижча.
В селі розташовані:
- Кобижчанська Дача
- Кобижчанська Дача-І
- Кобижчанська Дача-II
- Кургани 2 000 до н. е.[джерело?]

## Назва
Село Kobicz позначено на «Загальній карті України» середини XVII століття французького картографа Боплана .
В історико-статистичному описі Чернігівської єпархії, том 5, видання 1873 року вказано: «Коб» — давньоукраїнське слово, означає чаклунство, Кобнік — чаклун, Кобижча — сильне чаклунство і житло чаклунів. Можливо, жителі села Кобижчі були схильні до чаклунства, звідки й походить назва села.
Також зустрічалася назва Кобызча. За даними Володимира Антоновича, слово «кобиз» або «кобуз» татарською означає музичний інструмент, запозичений потім козаками під ім'ям кобзи.
Серед місцевих жителів поширена легенда, що нібито назва села походить від фрази вимовленої Катериною II — кабы щи, тобто якби то б щі, яка проїжджала даною місцевістю. Проте дана назва фіксується набагато раніше, тоді як цариця жила у XVIII столітті.

## Історія
Село засноване у 1100 році, але прямого зв'язку з теперішнім не має. В 1239 році село постраждало у війні з Золотою Ордою.
Знову засновано у часи Яреми Вишневецького. Пережило міжусобні війни у 1638—1640-х роках. 1646 належало єдиному православному сенатору Сейму Польщі каштеляну (воєводі) Чернігова та Києва Адаму Киселю (1600—1653 рр.). Все життя він намагався поєднати в братському союзі народи України та Польщі. На згадку про цей період частина села називається в народі Каштелянівкою. На місці, де раніше був клуб, був «замок» Кисіля. Там ще проглядаються оборонне обвалування.
З початком Визвольної війни під проводом Богдана Хмельницького утворюється Кобижчанська (Кобизька) сотня Ніжинського полку — із центром у селі.
У переписній книзі Малоросійського приказу 1666 року згадується город Кабызжа. У книзі поіменно перераховано 120 чоловіків та вдів. У господарствах загалом було 176 волів та 79 коней.
1687 року гетьман Іван Мазепа передав Кобизьку сотню до складу Київського полку.
Під час Генерального слідства Київського полку в містечку Кобижчі 54 двори належали до Кобизької ратуші. Сотником був Семен Мандрика.
У 1751 році гетьман Кирило Розумовський повідомляв свою матір Наталію Дем'янівну про те, що виділив їй у вічне володіння містечко Кобижчу з усіма посполитими людьми і їх землею та майном, що підтвердив власним універсалом.
Після ліквідації полково-сотенного устрою замість Кобизької сотні було утворено Кобизьку волость у складі Козелецького повіту.
У «Списку населених місць Російської імперії» за 1859 рік вказано, що у волосному казач. и вл. містечку Кобижча (Кобыжча) при рч. Кобыжчѣ мешкало 7826 осіб на 1475 дворів (3985 чоловіків та 3841 жінка). Згадувались одна церква та каплиця, три винокурні, сільське училище, базари. У містечку протягом року відбувалося три ярмарки. На той момент діяло чотири «старі» церкви: Покрови Пресвятої Богородиці (побудована у 1796 році), Різдва Христового (1733), Успіння Богородиці на Савинцях (1700) і Троїцька (1801).
Під час скасування кріпацтва у 1861 році значна частина землі поміщиків пішла на відкуп кріпосним та козакам (здебільшого — державним селянам).
1892 року - 2132 двори, 10048 жителя.
Влітку 1893 року в село було привезено два ткацькі верстати-літаки для початку промислового ткацького виробництва. До того часу 92 ткача виготовляли лише грубі та вузькі полотна.
За переписом 1897 року в містечку мешкало 10881 особа, серед них — 5330 чоловіків та 5551 жінка. Православними себе назвали 10469.
1896 — збудована лікарня-амбулаторія на 15 ліжок, 1915 року — нова залізнична станція. У 1914 році була зведена й прийняла учнів нова середня двоповерхова школа № 1 у центрі села.
1899 року в містечку було 2 земських училища, велика церковно-приходська школа та 2 школи грамоти..
Завдяки Столипінській реформі 1906 року, яка зобов'язала громаду виділяти землю в масиві для окремих господарів, навкруги села виникло багато хуторів (особливо на південь від містечка, за залізницею). Потім, уже за радянської влади, з боку Симанівки висадили ліс, а людей переселили в село, ближче до колгоспів. В тому лісі ще й досі можна зустріти фруктові дерева чи садові квіти.
1917 року село стає частиною Української Народної Республіки. Під час інтервенції в Україну російських військ, взимку 1919 поблизу села точилися запеклі бої між більшовицькими загонами Троцького й військами генерала Денікіна. Остаточна окупація Кобижчі відбулася 1919 року і тривала з перервою до 1991 року.
У 1923 році в Кобижчі налічувалося три школи, лікнеп, бібліотека, сільбуд (селянський будинок), телефонна та поштово-телеграфна контора. Населення Кобижчі складало 11960 осіб на 3108 домогосподарств. Кобижча була центром Кобизького (Кобижчанського) району Ніжинської округи (1923—1930).
У 1926 році за переписом населення Кобижчі налічувало 12063 особи.
До 1928 року Кобижча була містечком.

### Голодомор
Містечко зазнало геноциду українського народу 1932—1933, проведеного урядом СРСР. Резонансною в історії села стала трагедія родини Дитин, в якій комуністи замучили голодомором четверо малолітніх дітей — від трьох до восьми років. Менш відомою є також трагедія родини настоятеля однієї з чотирьох церков отця Олександра (Колесника), який після загибелі своєї дружини (матушки) і трьох старших дітей, змушений був покинути паству, священницьку службу і рятувати менших дітей, виїхавши в Яготин. Неповний список вбитих голодомомором мешканців села (23 особи) міститься у Національній книзі пам'яті жертв голодомору в Україні 1932—1933 років.

### Декомунізація
Відповідно до Закону України «Про засудження комуністичного та націонал-соціалістичного (нацистського) тоталітарних режимів в Україні та заборону пропаганди їхньої символіки» голова Чернігівської облдержадміністрації Валерій Куліч 20 травня 2016 року підписав розпорядження «Про перейменування об'єктів топоніміки у населених пунктах області», зокрема, наступних вулиць в селі Кобижча: 
- вул. Енгельса — на вул. Козацьку;
- вул. Колгоспну — на вул. Молодіжну;
- вул. Котовського — на вул. Якова Рощепія;
- вул. Піонерську — на вул. Галини Кузьменко;
- пров. Піонерський — на пров. Галини Кузьменко;
- вул. Фадєєва — на вул. Дараганівську;
- вул. Чапаєва — на вул. Івана Мазепи;
- вул. Червону — на вул. Павла Тичини.

12 червня 2020 року, відповідно до розпорядження Кабінету Міністрів України № 730-р «Про визначення адміністративних центрів та затвердження територій територіальних громад Чернігівської області», село увійшло до складу Бобровицької міської громади.
19 липня 2020 року, в результаті адміністративно-територіальної реформи та ліквідації Бобровицького району, село увійшло до складу новоутвореного Ніжинського району Чернігівської області.

## Політика

### Парламентські вибори, 2019
На позачергових парламентських виборах 2019 року у селі функціонували 3 окремі виборчі дільниці № 740062–740064.
Результати
- зареєстровано 2686 виборців, явка 50,15%, найбільше голосів віддано за «Слугу народу» — 51,56%, за Всеукраїнське об'єднання «Батьківщина» — 20,23%, за «Опозиційну платформу — За життя» — 6,69%[19]. В одномандатному окрузі найбільше голосів отримав Борис Приходько (самовисування) — 26,73%, за Сергія Коровченка (самовисування) — 18,81%, за Дмитра Пахомова (Слуга народу) — 18,05%[20].

## Релігія
27 вересня 2012 року в селі згоріла дерев'яна Свято-Успенська церква, збудована 1875 року (належить УПЦ МП). 6 червня 2015 року Архієпископ Ніжинський і Прилуцький Іриней освятив відбудовану на благодійні кошти громадян церкву. Храм став цегляним, але зберіг обриси попередника.

## Інфраструктура

### Освіта
В селі діє Кобижчанський заклад загальної середньої освіти I-III ступенів.

### Транспорт
Поблизу села розташована залізнична станція Кобижчі та два пасажирських зупинних пункта приміських поїздів Січових Стрільців й Космічна, що надає змогу місцевим жителям швидко дістатись до Києва, Ніжина, Броварів тощо. Крім цього у Кобижчі існує два автобусних маршрути — перший — від зупинного пункту Січових Стрільців до Майдану; другий — від станції Кобижчі до колишньої школи № 2 (вартість проїзду 20 грн).

## Відомі особи
- Гурнак Людмила Миколаївна (нар. 1940) — український промисловець, заслужений працівник промисловості України. В Кобижчі проживала з батьками у 1943—1964 роках.
- Динник Андрій Леонтійович (06.03.1920—30.03.1987) — поет, працював конструктором на одному з київських заводів, начальником лабораторії, старшим інженером у Київському радіоцентрі (м. Бровари). Автор збірок сатири та гумору «Підслухана розмова», «Ридикюль і Торбина», «Всім по заслузі», «Проста арифметика», «Кропива», «Веселенькі були», «Складна ситуація» та інших. Член Спілки письменників з 1963 року.
- Книш Іван Тарасович — український радянський онколог, доктор медичних наук.
- Орап Іван Григорович (1903—1991) — український радянський діяч, заступник голови виконавчого комітету Тернопільської обласної ради депутатів трудящих. Депутат Верховної Ради УРСР 1–2-го скликань (1940—1951).
- Шпиг Федір Іванович — (нар. 1956, Кобижча—2020) — український банкір, політик і громадський діяч, депутат Верховної Ради України.

## Пам'ятники
| Назва                                                                         | Рік встановлення | Розташування                                                              | Фото | Короткі відомості |
| Тарасові Шевченку                                                             | 1974             | Біля Кобижчанського закладу загальної середньої освіти I—III ступенів № 1 |      | На пам'ятнику частково затертий напис: \| Учітесь, читайте, і чужому научайтесь, й свого не цурайтесь. — Т. Г. ШЕВЧЕНКО \| |
| Червоним партизанам, пам'ятник-поховання                                      |                  | Біля сільського будинку культури                                          |      | Виконаний у формі піраміди, біля самого пам'ятника розташовано могили партизанів-більшовиків                               |
| В. І. Леніну                                                                  |                  | Біля сільської ради в центрі села                                         |      | Знесений сільськими активістами у 2014 році                                                                                |
| Борцям за радянську владу та воїнам німецько-радянської війни                 |                  |                                                                           |      | Монумент присвячений всім, хто боровся за радянську владу під час Громадянської та німецько-радянської воєн                |
| Невідомому солдату і полеглим визволителям Кобижчі                            |                  |                                                                           |      | Біля пам'ятника розташовані могили загиблих вояків Червоної армії, які вибили гітлерівців з Кобижчі                        |
| Учітесь, читайте, і чужому научайтесь, й свого не цурайтесь. — Т. Г. ШЕВЧЕНКО |                  |                                                                           |      | |

## Галерея

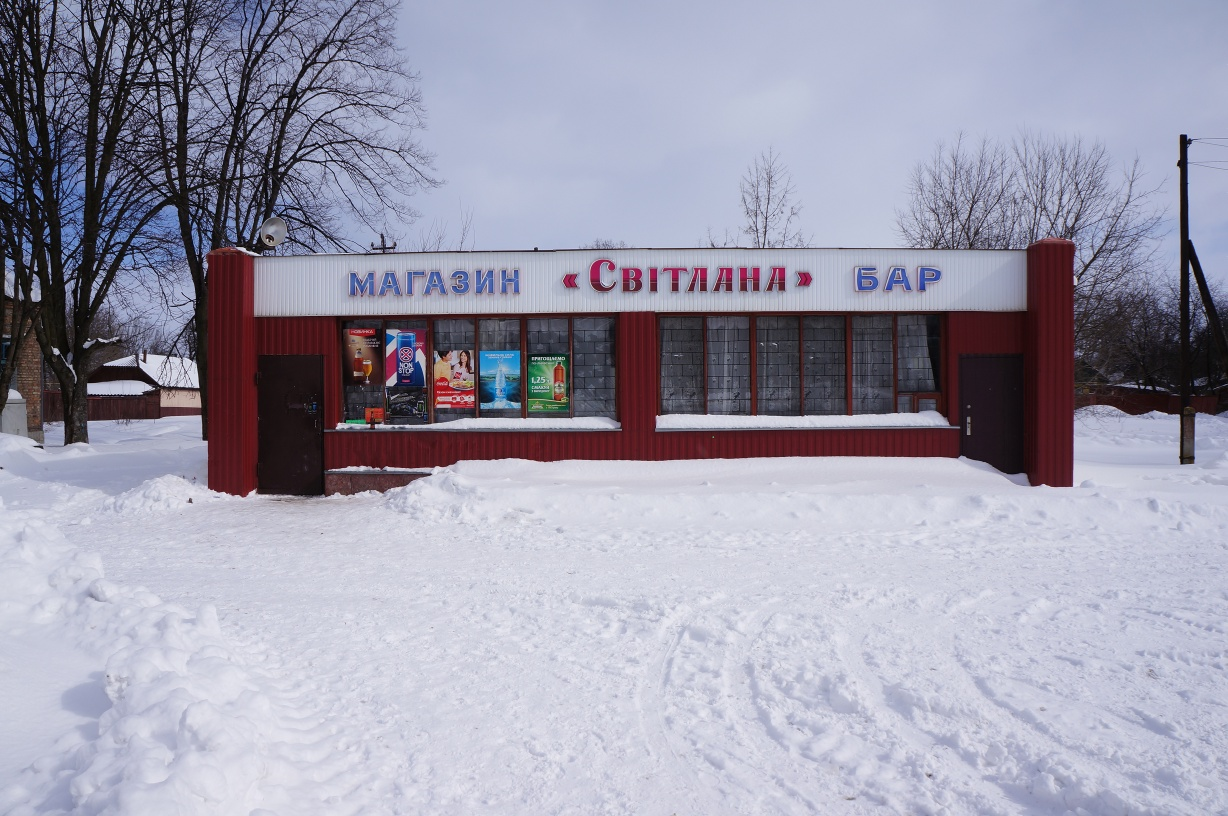
Магазин «Світлана»
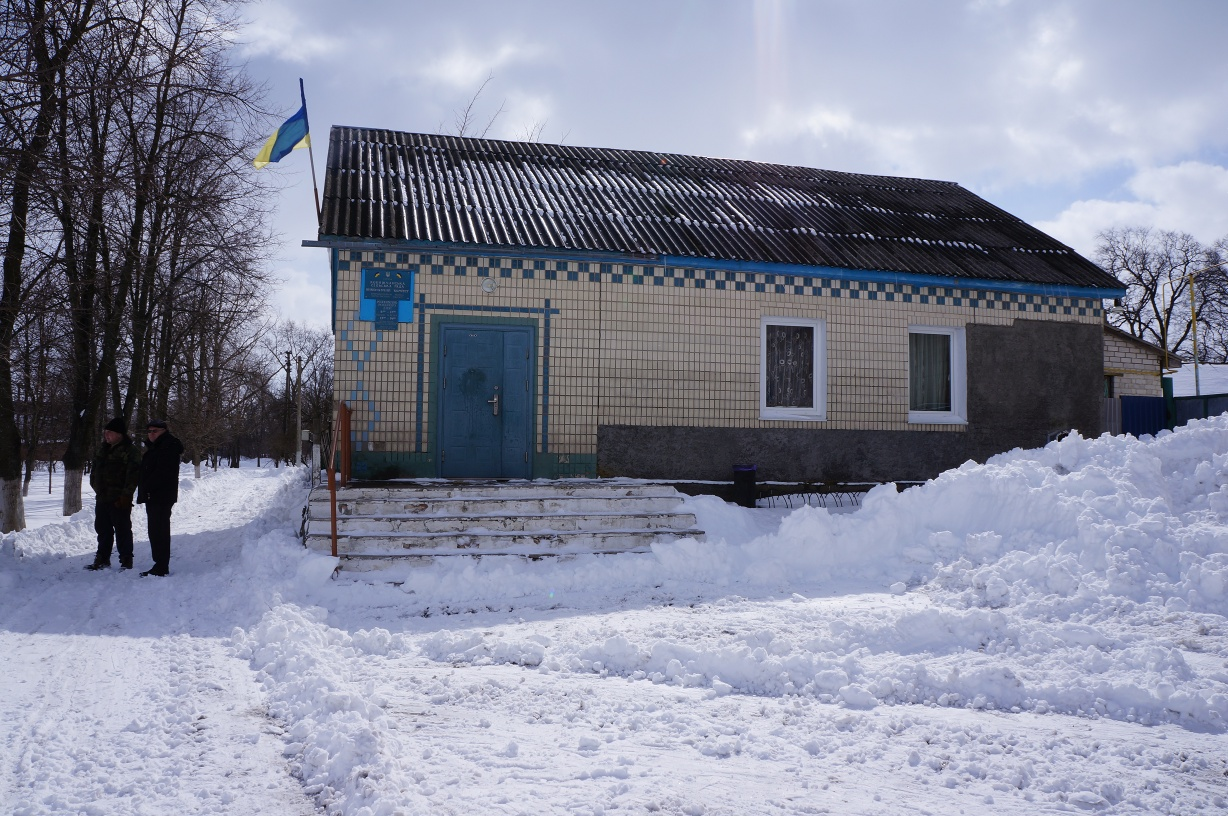
Будівля сільської ради
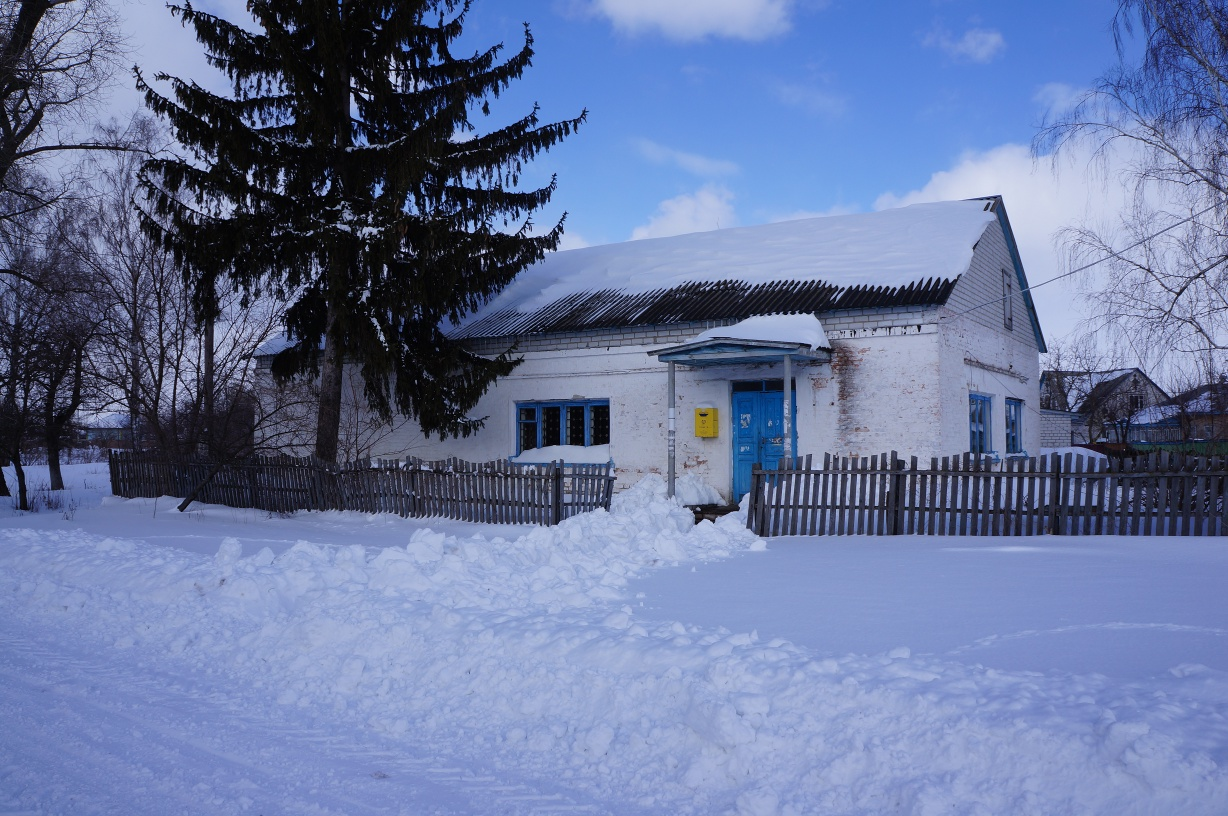
Відділення поштового зв'язку
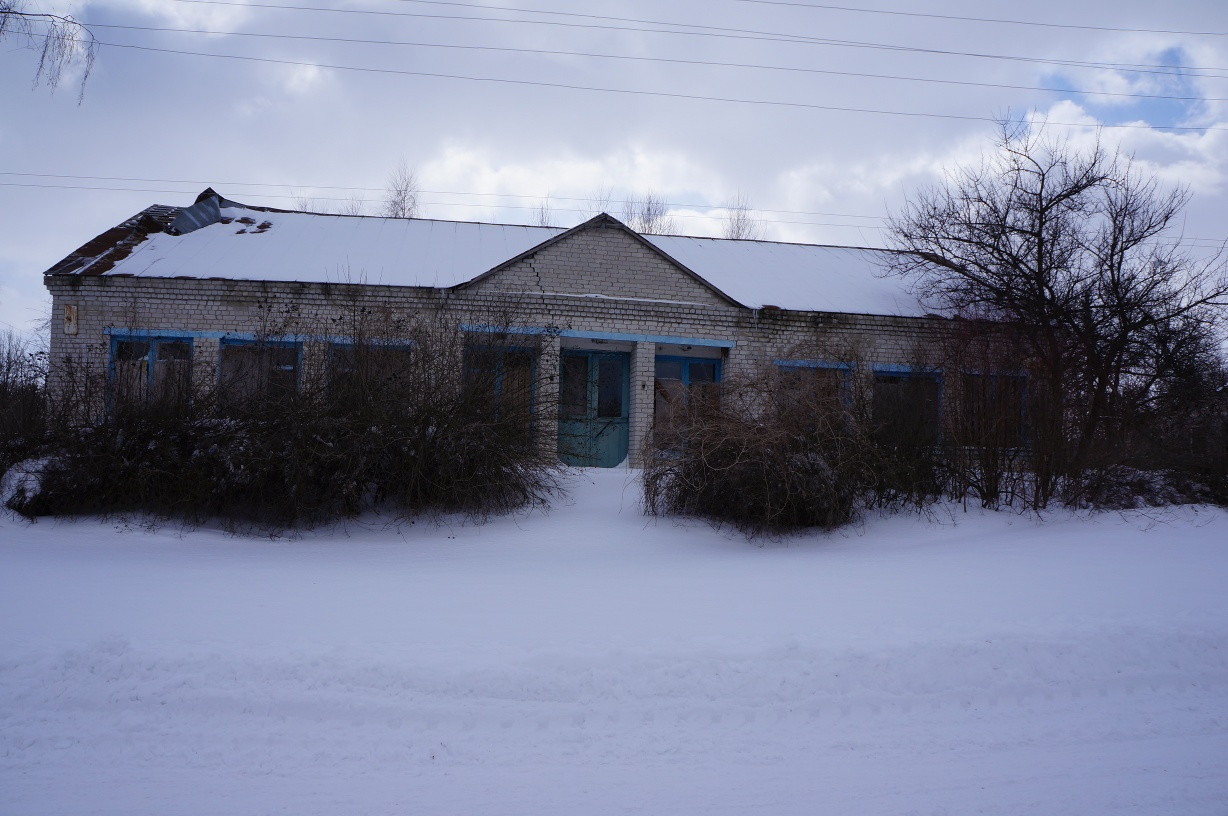
Покинута будівля
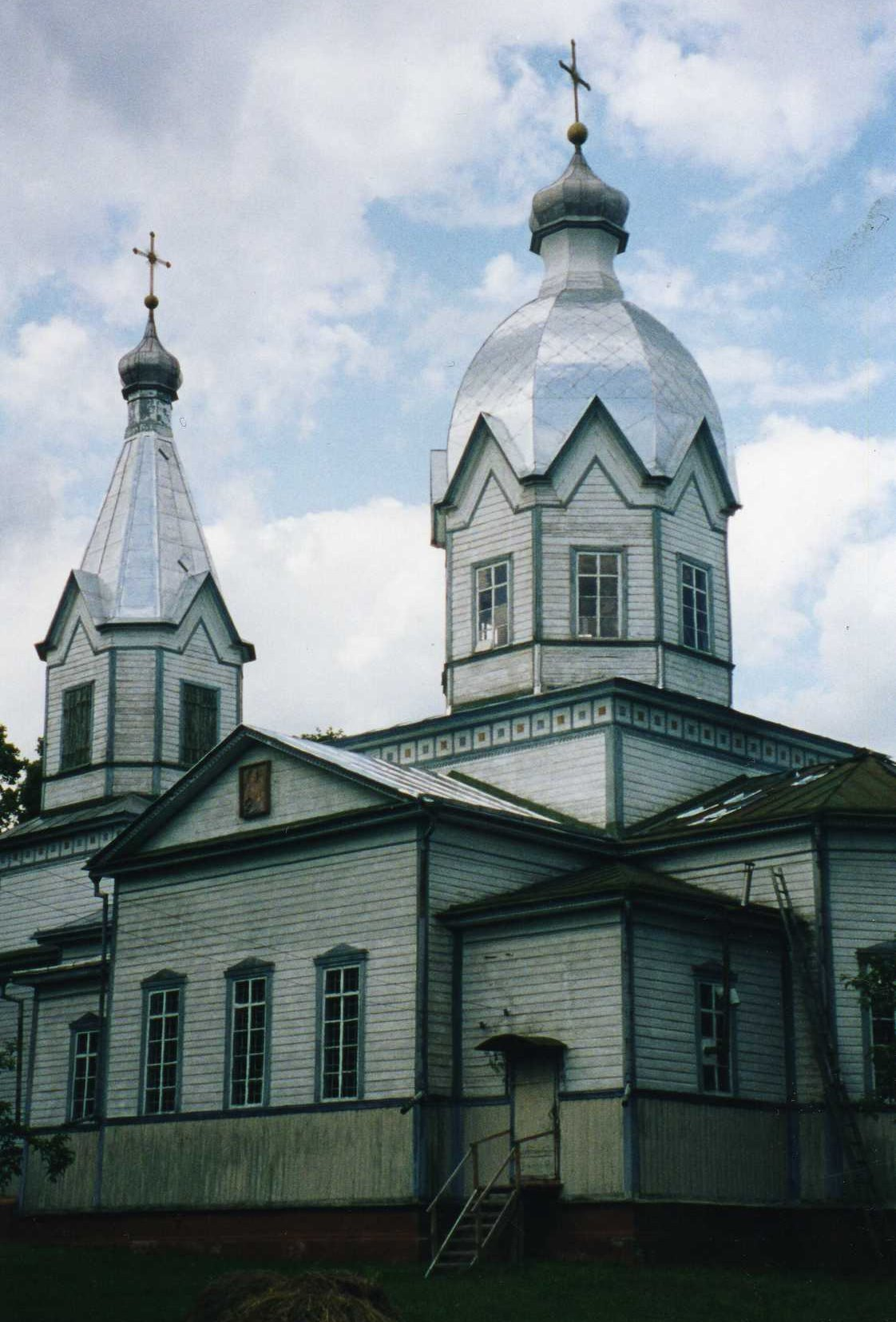
Успенська церква (побудована у 2002 році; згоріла у 2012 році)
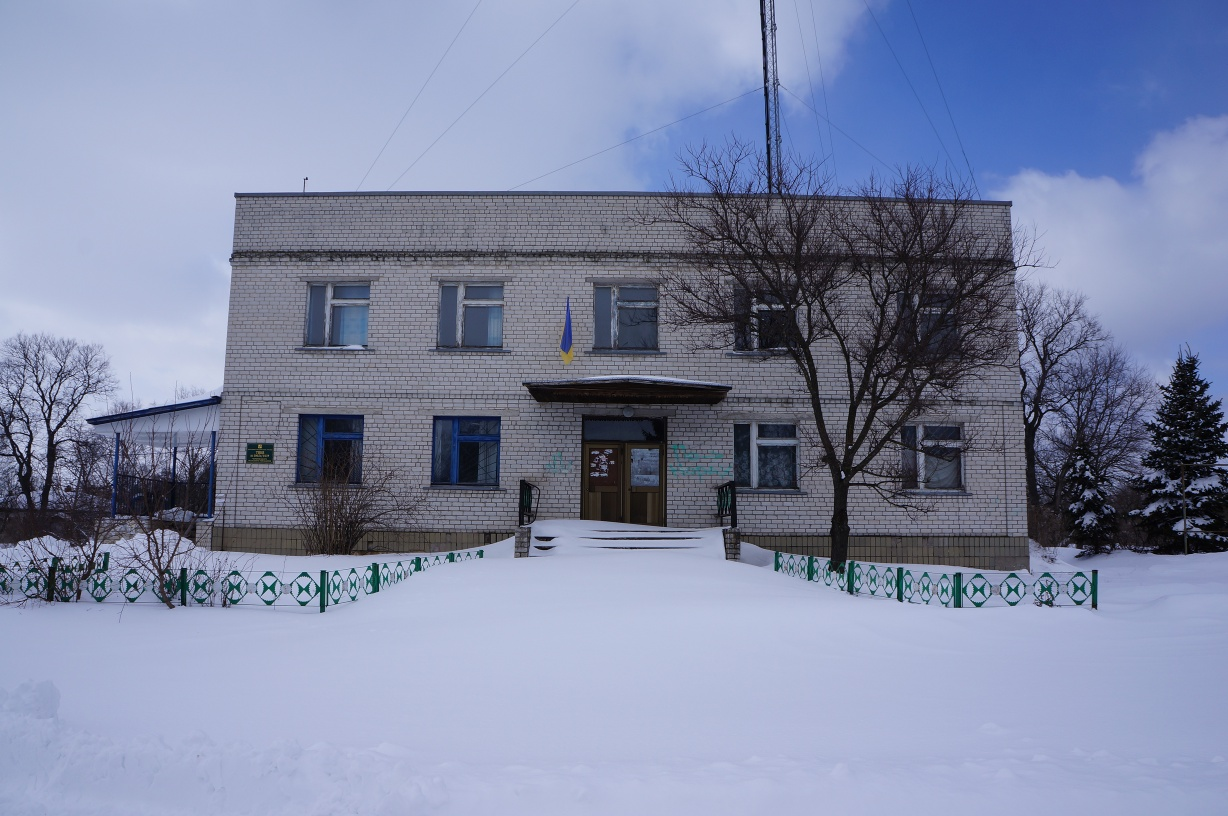
Відділення Ощадбанку
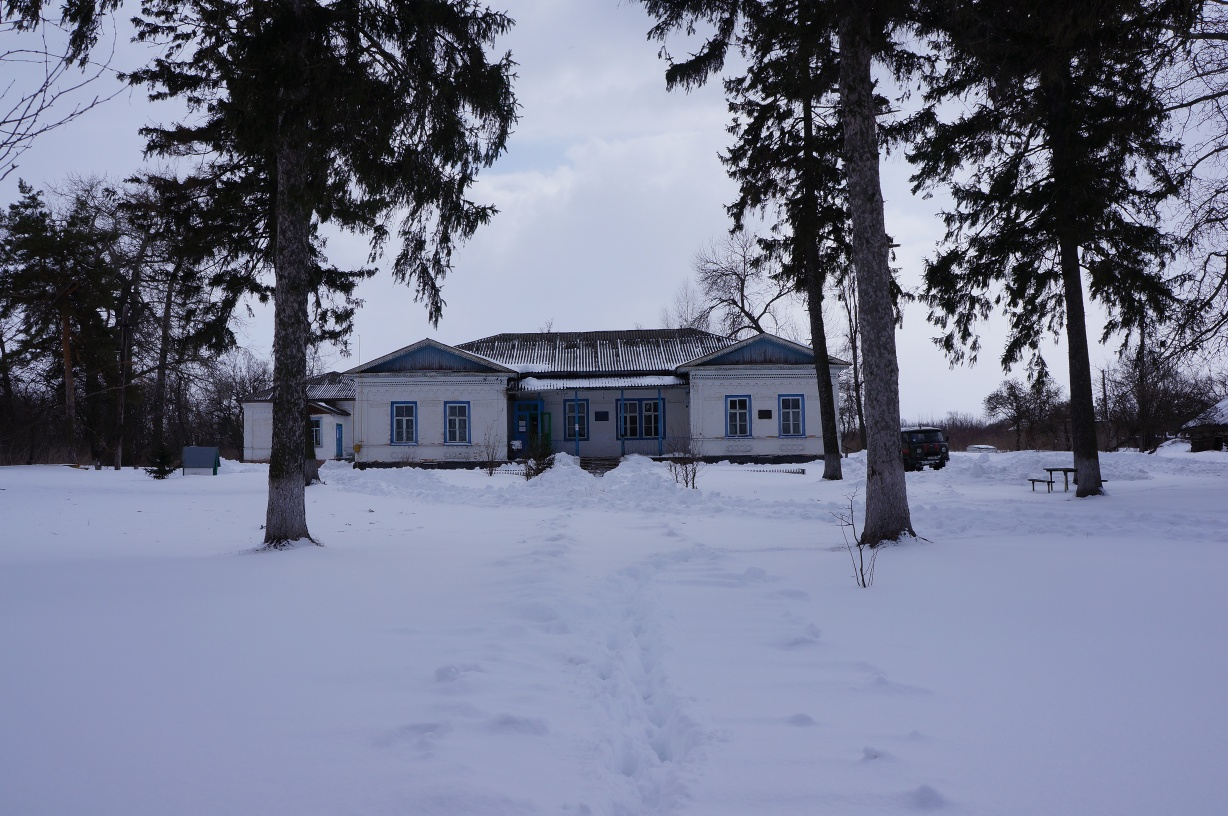
Сільська амбулаторія